# Drug

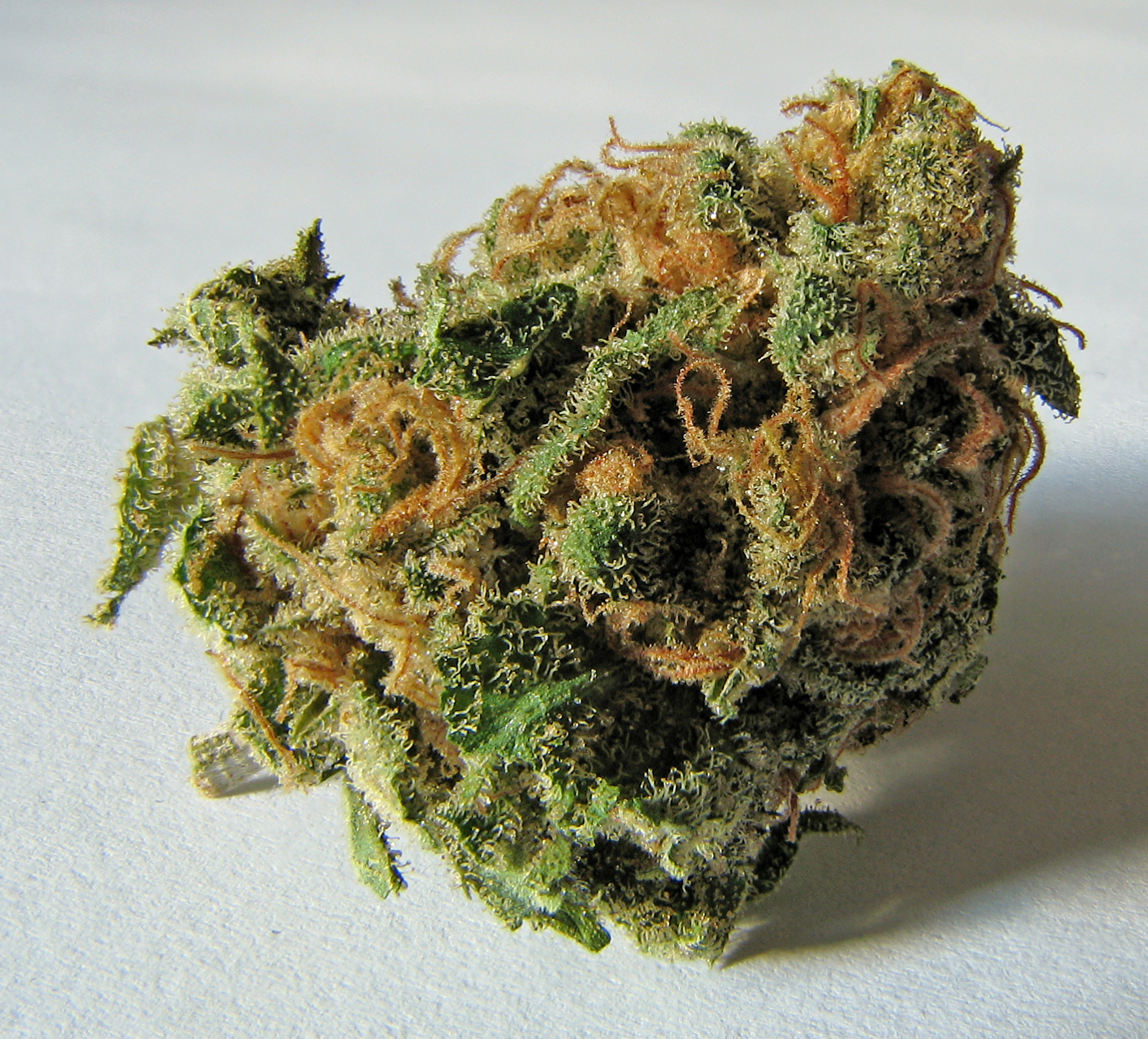
Cannabis, een bekende recreatieve drug

Drugs, of narcotica zijn chemische stoffen die invloed hebben op het centraal zenuwstelsel. Het kan gaan om geneesmiddelen of genotmiddelen die een meer of minder drogerende, verdovende, opwekkende of bewustzijnsverruimende werking hebben en die tot afhankelijkheid of verslaving kunnen leiden. Men spreekt van drugs wanneer de drogerende werking door de gebruiker gezocht wordt en geen medisch doel dient.
Elke chemische stof die bij inname een direct effect heeft op het centraal zenuwstelsel en die specifieke veranderingen in zijn functies veroorzaakt, wordt als psychoactief beschouwd. Psychoactiviteit treedt op omdat een verbinding interageert met een reeks specifieke receptoren in de hersenen. Sommige stoffen zijn vrij eenvoudig in hun werking. Opioïden werken op dezelfde manier samen met opioïde-receptoren als endorfines, en produceren bijgevolg endorfine-achtige effecten. Er kunnen opmerkelijke verschillen zijn in potentie, euforie of analgesie, maar de verschillen in subjectieve effecten zijn beperkt. Andere groepen, zoals psychedelica, werken via meer complexe mechanismen.
Het woord narcotica wordt vaak gebruikt bij de Nederlandse justitie en politie voor verdovende middelen, vaak in de context van verboden middelen. Het woord drug komt oorspronkelijk van het Middelnederlandse woord droge waar ook het woord drogist vandaan komt. Het Franse woord drogue is aan het Middelnederlands ontleend en het Engelse woord drug is op zijn beurt weer aan het Frans ontleend. Het Nederlands heeft het weer uit het Engels gehaald, hoewel het daar zowel medicijn als verdovend, stimulerend, verboden of bewustzijnsverruimend middel betekent — die eerste betekenis heeft drug in het Nederlands niet. In het Frans wordt een verdovend middel ook wel stupéfiant genoemd, een woord dat ook verbluffend betekent.

## Verslavingsrisico's van hard- en softdrugs, legale middelen
In de Nederlandse Opiumwet wordt een juridisch onderscheid gemaakt tussen soft- en harddrugs. In geval van softdrugs worden de risico's toelaatbaar geacht. Harddrugs worden in de praktijk veel schadelijker geacht door de politiek en de samenleving. Het onderscheid komt tot uiting in de strafmaat en de prioriteitenstelling bij de opsporing ervan.
Alcohol is een legale drug en in de meeste landen algemeen geaccepteerd. Vanuit wetenschappelijke invalshoek wordt alcohol gezien als een harddrug, wettelijk gezien is dat echter niet zo want het middel komt niet voor in de Opiumwet. Nederland schat dat er ongeveer 400.000 misbruikers zijn van alcohol en 90.000 alcoholisten. Het ministerie van Volksgezondheid, Welzijn en Sport schat dat ongeveer 9% van de bevolking ouder dan 18 jaar (1.200.000 mensen) overmatig drinkt. In Vlaanderen drinkt 25% van de mannen en 8% van de vrouwen meer dan 10 glazen per week en naar schatting 3,5% van de volwassenen of 230.000 mensen kampen in België met alcoholafhankelijkheid. Hetzelfde geldt voor het zeer verslavende roken van tabak, een kwart van de bevolking is in België en Nederland verslaafd aan nicotine. 50% van de beginnende jonge rokers is binnen de twee maanden verslaafd. Ongeveer 10% van de bevolking gebruikt voorgeschreven sterk verslavende slaapmiddelen, benzodiazepinen. Het gebruik van verslavende opioïde pijnstillers groeit snel. Jaarlijks gebruiken in 2018 al 400.000 mensen oxycodon in Nederland.
Het is algemeen bekend dat harddrugs (onder meer cocaïne en heroïne) zeer verslavend kunnen werken, terwijl softdrugs (zoals hennepproducten) niet of alleen geestelijk verslavend zijn. Toch mag men de categorie van softdrugs niet onderschatten. Een verslaving aan softdrugs (bijvoorbeeld cannabis) komt vaker voor dan verslaving aan harddrugs, echter ontstaat deze minder snel dan bij heroïne of cocaïne, zowel op mentaal als fysiek vlak. De ontwenningsverschijnselen zijn milder dan bij een harddrug, maar psychische verslaving mag zeker niet worden onderschat. Cocaïne is vooral geestelijk verslavend. Zo kent cocaïne, behalve hevige agitatie, agressie, craving of moeheid, geen echte lichamelijke ontwenningsverschijnselen. Hennepproducten daarentegen worden veelal gemengd gerookt met tabaksproducten die, door de aanwezige nicotine, zeer verslavend zijn.
De fysieke ontwenningsverschijnselen van drugs zijn vaak hevig, maar de ergste symptomen zijn meestal na vijf dagen voorbij, waarna er nog een lange periode volgt van psychisch afkicken. Deze periode is cruciaal en leidt vaak tot terugval. Gevaarlijk is het weer gaan gebruiken van dezelfde dosis die men gebruikte voor het afkicken. De opgebouwde lichamelijke tolerantie kan snel afnemen, de psychische honger naar de kick in het genotscentrum van de hersenen niet, waardoor de kans op een overdosis stijgt.
Bij alcohol duren de ergste ontwenningsverschijnselen net als bij harddrugs meestal een dag of vijf, met een maximum van drie weken. Zolang men blijft denken dat men alcohol of drugs nodig heeft voor iets (plezier, gezelligheid, enz.) is de kans dat men het weer gaat gebruiken heel groot. Zelfs mensen die niet verslaafd zijn aan alcoholische drank, kunnen er vaak al niet goed mee omgaan. Het is eigenlijk een giftige stof die verdund is, zoals bij bier van 5%, is het 20 maal verdund. Puur (100%) zou het dodelijk zijn. Alcohol is een maatschappelijk aanvaarde drug. Het aantal verslaafden en probleemgebruikers is vele malen hoger dan bij heroïne, omdat het zo makkelijk te krijgen is en omdat het snel geaccepteerd wordt. Een alcoholist of probleemdrinker begon ook ooit met een biertje of zelfs shandy.
Illegale harddrugs van goede kwaliteit (bekende zuiverheid, dosis, concentratie en niet vervuild met andere drugs) zijn veel minder schadelijk dan grote hoeveelheden alcohol, toch kunnen ze vaak bij verslaving voor extra problemen zorgen zoals hoge financiële kosten, lichamelijk aftakeling (men heeft minder honger en kan zich gaan verwaarlozen) en psychische stoornissen (ook kan men vreemde dingen doen onder invloed van drugs). Sommigen belanden op straat.
Heroïne is lichamelijk en geestelijk zo zwaar verslavend, waarbij de hunkering (craving) en specifiek de roes van deze drug zo sterk zijn, dat een normaal leven leiden zeer moeilijk wordt. Zulke verslaafden belanden vaak in de criminaliteit, vaak kruimelwerk, maar soms ook zwaardere delicten als inbraak, handel in drugs en overvallen. Alcoholisten belanden minder vaak op straat, maar ook alcoholisme kan leiden tot een dakloos en een zwervend bestaan, vooral als er ook schulden zijn en/of een psychische stoornis een rol speelt.
Het meten van verslavingsrisico's is moeilijk. Volgens een ranking door experts uit 2009 zijn de meest verslavende drugs heroïne en crack gevolgd door tabak, methamfetamine, cocaïne, alcohol, amfetamine, benzodiazepinen, GHB, cannabis, ketamine, Qat, XTC, Paddo's en LSD.

Tabel uit het onderzoek DrugScience uit 2010 waarin verschillende drugs (legaal en illegaal) worden gerangschikt op basis van uitspraken van experts op het gebied van drugsschade. Dit onderzoek beoordeelde alcohol als de meest schadelijke drug in het algemeen en als de enige drug die schadelijker is voor anderen dan voor de gebruikers zelf.

| Drug | Drugsklasse               | Fysieke schade | Verslavings- gevoeligheid | Sociale schade | Gem. schade |
| --- | ------------------------- | -------------- | ------------------------- | -------------- | ----------- |
| Methamfetamine | CZS stimulantia           | 3,00           | 2,80                      | 2,72           | 2,92        |
| Heroïne | Opioïde                   | 2,78           | 3,00                      | 2,54           | 2,77        |
| Cocaïne | CZS stimulantia           | 2,33           | 2,39                      | 2,17           | 2,30        |
| Barbituraten | CZS depressivum           | 2,23           | 2,01                      | 2,00           | 2,08        |
| Methadon | Opioïde                   | 1,86           | 2,08                      | 1,87           | 1,94        |
| Alcohol | CZS depressivum           | 1,40           | 1,93                      | 2,21           | 1,85        |
| Ketamine | Dissociatief anestheticum | 2,00           | 1,54                      | 1,69           | 1,74        |
| Benzodiazepinen | Benzodiazepine            | 1,63           | 1,83                      | 1,65           | 1,70        |
| Amfetamine | CZS stimulantia           | 1,81           | 1,67                      | 1,50           | 1,66        |
| Tabak | Tabak                     | 1,24           | 2,21                      | 1,42           | 1,62        |
| Buprenorfine | Opioïde                   | 1,60           | 1,64                      | 1,49           | 1,58        |
| Cannabis | Cannabinoïde              | 0,99           | 1,51                      | 1,50           | 1,33        |
| Oplosmiddelen | Inhalatiemiddel           | 1,28           | 1,01                      | 1,52           | 1,27        |
| 4-MTA | Designer SSRA             | 1,44           | 1,30                      | 1,06           | 1,27        |
| LSD | Psychedelica              | 1,13           | 1,23                      | 1,32           | 1,23        |
| Methylfenidaat | CZS stimulantia           | 1,32           | 1,25                      | 0,97           | 1,18        |
| Anabole steroïden | Anabole steroïde          | 1,45           | 0,88                      | 1,13           | 1,15        |
| GHB | Neurotransmitter          | 0,86           | 1,19                      | 1,13           | 1,06        |
| Ecstasy | Empathogene stimulantia   | 1,05           | 1,13                      | 1,09           | 1,09        |
| Poppers | Inhalatiemiddel           | 0,93           | 0,87                      | 0,97           | 0,92        |
| Qat | CZS stimulantia           | 0,50           | 1,04                      | 0,85           | 0,80        |
| De scores voor Fysieke schade, Verslavingsgevoeligheid en Sociale schade werden elk berekend als het gemiddelde van drie verschillende beoordelingen. De hoogst mogelijke schadewaardering voor elke schaal is 3,0. Fysieke schade is het gemiddelde van de scores voor acute binge-gebruik, chronisch gebruik en intraveneus gebruik. Verslavingsgevoeligheid is het gemiddelde van de scores voor intensiteit van plezier, psychologische afhankelijkheid en fysieke afhankelijkheid. Sociale schade is het gemiddelde van de scores voor drugintoxicatie, zorgkosten en andere sociale schade. Gemiddelde schade is berekend als het gemiddelde van de scores voor Fysieke schade, Verslavingsgevoeligheid en Sociale schade. |                           |                |                           |                |             |

## Drie soorten
Drugs laten zich naar hun effect op het lichaam en bewustzijn grofweg in drie categorieën indelen:
- Verdovende middelen
- Stimulerende middelen
- Hallucinogene middelen

### Verdovende middelen
Ook wel downers. Tot deze groep behoren:
- Alcohol (niet in de opiumwet, wordt soms gezien als vergelijkbaar met een harddrug)[15]
- lachgas
- benzodiazepinen; barbituraten, GHB ontwikkeld als tranquillizer en slaapmiddel
- opiaten, zoals opium, of opiumderivaten zoals heroïne en andere synthetisch gefabriceerd opioïden.

Bijvoorbeeld morfine, een uit opium geraffineerde stof die behalve als drug ook in de geneeskunde wordt gebruikt als sterke pijnstiller.
Een andere bekende stof is heroïne (diamorfine), een derivaat van morfine, heeft ook een sterk pijnstillend effect en wordt door druggebruikers gebruikt als geestelijk verdovend middel. De drug wordt gerookt, gesnoven of gespoten en is sterk verslavend.
Het opioïde analgeticum methadon wordt als drug vaak afbouwend gegeven tegen sommige afkickverschijnselen, maar kan zelf langdurige afkickverschijnselen veroorzaken bij langdurig gebruik. Bijvoorbeeld bij heroïneverslaafden die clean zijn en ter voorkoming van een terugval en ter voorkoming van criminaliteit (en ter bevordering van de terugkeer in de maatschappij) langdurig deze pijnstiller gebruiken.
Afkickverschijnselen van harddrugs zijn onder andere: koude rillingen, angsten en een sterk gevoel van onbehagen. Craving, een sterke hunkering naar het middel, komt zeer vaak voor. Bij het in een keer stoppen worden de verschijnselen ook wel Cold turkey genoemd. Bij benzodiazepinen, zoals diazepam, kunnen zeer langdurige ontwenningsperioden voorkomen of zeer langzame afbouwschema's nodig zijn, die vaak als zwaar worden ervaren.
Tot op zekere hoogte behoren ook marihuana en hasjiesj tot de verdovende middelen, hoewel zij meestal tot de hallucinogenen worden gerekend.
De verslaving aan benzodiazepinen (kalmerende medicatie en slaapmiddelen) zoals diazepam wordt soms behoorlijk onderschat. Vooral het afkicken hiervan kan een langdurige zaak zijn.
Afkickverschijnselen bij benzodiazepinen zijn vooral angst, stress, agitatie en hypergevoeligheid voor geluiden. In ernstige gevallen depersonalisatie en epileptische aanvallen. De verschijnselen lijken enigszins op die van alcohol, echter zijn ze iets milder en houden vaak veel langer aan, vooral als er snel wordt afgebouwd van de drug. Huisartsen zijn soms niet goed op de hoogte en proberen mensen binnen zes weken van een benzodiazepine af te laten kicken, gefaseerd, wat na langdurig gebruik vaak te kort is. Ook komt het vaak voor dat iemand tijdelijk een benzo krijgt en dit via de herhaalservice jaren kan herhalen, zonder dat de huisarts het door heeft of er de ernst van inziet.

### Stimulerende middelen
Ook wel 'uppers', 'pepmiddelen' of 'opwekkende middelen' genaamd. Tot deze groep behoren onder andere:
- cocaïne
- amfetaminen (wordt ook wel gebruikt als doping bij duursporten, als medicijn: dextro-amfetamine of recreatief gebruik: "speed") en verwante stoffen als christal meth
- MDMA (hoofdbestanddeel van XTC)
- nicotine (bestanddeel van tabak): deze stof stimuleert de afgifte van dopamine en blokkeert tegelijkertijd ook de hersencellen die deze afgifte weer zouden moeten afremmen, waardoor men constant nicotine nodig heeft om de stimulerende werking te ervaren. De stimulerende werking is dus zeer kort en er zijn steeds hogere doseringen nicotine nodig om dit effect te behouden of te bereiken.[18][19][20] Door de snelle uitwerking van nicotine gaan rokers allerlei bezigheden koppelen aan het roken, zoals "het is lekker bij de koffie", "iets te doen hebben" en dergelijke. Nicotine is zo verslavend dat rokers na enige tijd niet meer in de behoefte kunnen voorzien, ze zouden daarvoor honderden sigaretten per dag nodig hebben. Ondanks de snelle lichamelijke verslaving, is het de geestelijke verslaving die het moeilijkst te doorbreken is, doordat rokers denken dat roken allerlei voordelen heeft.[21]
- Methylfenidaat (wordt voorgeschreven bij behandeling van personen met ADHD, die hier juist rustiger van worden, of hen helpen om beter te studeren. Bij mensen die geen ADHD hebben kan het sterk opwekkend werken, als amfetamine). Een reboundeffect kan snel optreden na uitwerking, vooral bij gebruikers zonder ADHD. In plaats van opgewekt en vol energie kan men stress of angst ervaren en (erg) moe zijn. Deels komt dit omdat men actiever en drukker kan worden dan normaal, tijdens de werking van methylfenidaat.
- plantaardige stoffen als cafeïne en efedrine, die voorkomen in thee, koffie, energiedrank, guarana of munt, hebben een stimulerend effect, meestal zowel geestelijk als lichamelijk. Op lange termijn kunnen sommige van deze stoffen het lichaam juist uitputten, bijvoorbeeld bij het gebruik van grote hoeveelheden koffie of energiedrankjes. Matig koffiegebruik (mits filterkoffie, zonder suiker en niet te laat op de dag) heeft bewezen positieve effecten op de gezondheid.
- anabole steroïden (stimulering van de spiergroei; voornamelijk gebruikt door bodybuilders)
- cathinonen: qat en de designerdrugs Mefedron, 3-MMC

### Hallucinogene middelen
Ook wel psychedelische drugs of geestverruimende middelen genoemd. Tot deze groep behoren onder andere:
- marihuana, cannabis
- MDA
- LSD
- paddo's, ofwel hallucinogene paddenstoelen zoals kaalkopjes of de vliegenzwam
- DMT
- ketamine

In minder sterke mate horen ook absint en hop tot deze categorie.
Van de bovenstaande drugs is hennep, waar wiet (marihuana) en hasj (hasjiesj) onder vallen, de bekendste.
Hallucinogene middelen zijn alle in meerdere of mindere mate psychodysleptisch. Een psychodyslepticum is een stof, die het bewustzijn verandert of verruimt. Hallucinerende drugs zijn nauwelijks verslavend. Tripmiddelen veroorzaken intense ervaringen en zijn daardoor niet geschikt voor intensief gebruik.
LSD veroorzaakt, in tegenstelling tot paddo's en MDA en aanverwante stoffen, veelal geen hallucinaties, omdat de gebruiker van LSD zich in hoge mate bewust is, of kan zijn, van het feit dat de dingen die hij waarneemt en als afwijkend ervaart, niet toebehoren aan de pregnante realiteit van de materie, maar aan andere realiteiten, die zich in de geest van de gebruiker en in de sociale omgang met nabije personen kunnen bevinden. Hallucinaties kenmerken zich door een verlies van het inzicht dat afwijkende waarnemingen niet gebaseerd zijn op de realiteit van de materie, zoals soms het geval is bij paddo's en MDA.

## Wijze van gebruik
Drugs kunnen, overigens net zoals alle chemische stoffen en medicijnen, op verschillende wijzen worden geconsumeerd:
- Oraal: De drugs worden gegeten of gedronken, al dan niet vermengd met iets anders. Een voorbeeld is het gebruik van alcoholische dranken, of thee waaraan opium is toegevoegd;
- Nasaal: De drugs worden (over het algemeen in poedervorm) in lijnen of puntjes naar binnen gesnoven. Wordt veel gebruikt voor amfetamine, cocaïne en ketamine;
- Intraveneus: De drugs worden in een ader gespoten, zodat ze direct het bloed bereiken. Een voorbeeld is het gebruik van heroïne. Veel druggebruikers schamen zich voor hun verslaving en spuiten daarom niet meer in de armen omdat dit te zichtbaar is, anderen hebben op die plaats door jarenlang spuiten geen zichtbare aderen meer. In plaats daarvan spuit men in andere aders: tussen de vingers of tenen, boven de ogen, soms in de benen of in de buik;
- Via een open wond: Sommige zeer verstokte druggebruikers kunnen door jarenlang intraveneus druggebruik geen aders meer vinden en brengen zich een wond toe die ze voortdurend openhouden, om hier de drugs met de hand in te wrijven;
- Inhaleren: De drugs worden op een oppervlak gelegd en (na eventueel verhitten) wordt de damp geïnhaleerd. Inhalatie kan ook bij poedervormige drugs voorkomen. Voorbeelden hiervan zijn het gebruik van crack, en lijmsnuiven;
- Roken: Eigenlijk valt dit onder inhaleren. In dit geval wordt de drug echter met tabak vermengd (dat eigenlijk door de nicotine zelf al als een drug te kwalificeren valt) en door middel van rookwaar (vloeipapier, pijp) opgerookt. Toevoeging van tabak kan in sommige gevallen achterwege blijven. Het bekendste voorbeeld is de joint. een lange sigaret met wiet of hasj er in vermengd;
- Kauwen: Dit is een van de oudste manieren om drugs te consumeren. Het middel, veelal een plant, wordt gekauwd, waardoor de werkzame stof uit de bladeren vrijkomt en doorgeslikt wordt of via de slijmvliezen opgenomen. Voorbeeld is het kauwen van qat;
- Rectaal of vaginaal: Deze methode wordt ook wel pluggen genoemd en is vrij omslachtig en onaangenaam, en komt dan ook weinig voor. De drug wordt in het rectum of de vagina gestoken of via een klysma ingebracht, en via de darmen of blaaswand opgenomen in het bloed. Het is weleens gesignaleerd bij alcoholisten, die op deze manier met minder drank sneller dronken kunnen worden.
- Via de huid: Voorbeeld is de nicotinepleister.

### Trivia
Toen in de jaren 1970 het gebruik van MD(M)A in Amerika in zwang raakte - dat overigens nog niet als illegale drug was bestempeld - noemden de gebruikers het de Magical Drug of America. Toen MDMA wel op de lijst van verboden middelen was geplaatst, werd de chemische formule aangepast tot het niet-illegale MDA, totdat ook dat verboden werd en men MDMC verzon.
In het Belgische gangstermilieu wordt wel de term Marklar gebruikt voor verschillende soorten drugs.

## Andere drugs
Drugs (niet alle aanwezig in de opiumwet) die hierboven nog niet of nauwelijks genoemd zijn, zijn: flakka, GHB, LSA, poppers, 2C-B, kanna, ibogaïne, xylazine en DMT en LMA

## Therapeutische toepassing
In het verleden hield een aantal mensen zich een tiental jaren bezig met het onderzoek naar de mogelijke toepassing van verschillende soorten drugs (met name MDMA, LSD en marihuana) binnen de medische wetenschap. In Nederland is de medische marihuana op dit moment al een feit. Ook is er veel onderzoek gedaan naar de behandeling van ernstig geesteszieken met LSD en paddo's. Verder wordt er onderzoek gedaan naar de toepassing van MDMA bij de behandeling van mensen met kanker. Voor meer informatie, zie de externe link naar de website van MAPS hieronder.

## Wettelijk kader

### Internationaal
Wereldwijd is de samenwerking tussen landen op het stuk van bestrijding van drugs neergelegd in verschillende verdragen waaronder:
- Enkelvoudig Verdrag inzake verdovende middelen uit 1961, dat een reeks oudere verdragen verving
- Verdrag inzake psychotrope stoffen (1971), ook wel Verdrag van Wenen inzake psychotrope stoffen genoemd
- Verdrag van de Verenigde Naties tegen de sluikhandel in verdovende middelen en psychotrope stoffen uit 1988
- Schengen Uitvoeringsovereenkomst van 1990: deze voorziet[23] in een versterking van de drugscontroles aan de buitengrenzen van de Schengenzone.

### Legalisering
Is sommige landen is het gebruik van cannabis gelegaliseerd, bijvoorbeeld in Duitsland en Luxemburg. In België en Nederland is het gebruik van cannabis illegaal maar gedecriminaliseerd (je krijgt er geen straf voor). In België is het gebruik van cannabis tot 3 gram en de teelt van één plant gedecriminaliseerd. In Nederland wordt de consumptie en verkoop van cannabis getolereerd in coffeeshops met een vergunning. Bezit van maximaal 5 gram cannabis is gedecriminaliseerd. Het kweken van maximaal 5 cannabisplanten is niet strafbaar voor niet-commercieel gebruik (tenzij het gekweekt wordt in een professionele omgeving).
Volgens experts leidt legalisering van drugs tot volgende voordelen:
- het druggebruik hoeft niet noodzakelijk te stijgen indien er voldoende belastingen op de drugs worden gehoffen en reclame voor drugs wordt verboden
- vermindering van drugsgerelateerde criminaliteit
- positieve invloed op de overheidsfinanciën omdat er belastingen kunnen worden gehoffen op de drugs en minder geld moet worden uitgegeven aan repressie
- een hogere kwaliteit en veiligheid van drugs op de markt
- een effectiever preventiebeleid is mogelijk, omdat legalisering de drempel om hulp te zoeken voor druggebruik verlaagt. Bovendien kunnen middelen die vrijkomen doordat er minder geld naar repressie gaat, worden ingezet voor preventieve maatregelen.